# Вулиця Вернадського (Харків)
Вулиця Вернадського — одна з вулиць міста Харкова, до 2004 Пробивка проспекту Гагаріна.

## Історія
6 жовтня 2004 року пробивка проспекту Гагаріна між Мовчанівським провулком та вулицею Гамарника (нині Подільський провулок), була названа вулицею Вернадського на честь видатного українського філософа, природознавця, мислителя Володимира Івановича Вернадського (1863-1945).

## Місцезнаходження
Вулиця знаходиться у Основ'янському районі міста Харкова. Вулиця починається від Гімназійної набережної, змикаючись з проспектом Гагаріна у місці де проспект повертає від майдану Героїв Небесної Сотні.
Вулиця є важливою транспортною розв'язкою, яка з'єднує транспортний потік проспекту Гагаріна з центром міста.

## Транспорт
На вулиці розташована станція метрополітену Проспект Гагаріна, відкрита в 1975. Також на вулиці розташована залізнична станція Харків-Левада.  По вулиці проходять 3, 5 і 6 тролейбусні маршрути, що зв'язують центр з південними околицями міста. 